# José Peón i Contreras
José Peón i Contreras   (Mérida, 12 de gener de 1843 - Mérida, 18 de febrer de 1907) va ser un metge, poeta i dramaturg mexicà.

## Biografia
Des dels seus començaments estudiantils va demostrar la seva habilitat i gust per l'escriptura. És aquesta ciutat on es van presentar els seus dos primers drames, El castigo de Diós i María la Loca.
Va estudiar la carrera de medicina a la seva ciutat natal, i obtingué el títol de metge el 1862. Exercí la professió a Mérida, Veracruz i Orizaba, i es traslladà posteriorment, el 1863, a la Ciutat de Mèxic. El 1865 es va casar amb Leonor del Valle. Va obtenir per oposició la direcció de l'Hospital de Dements de San Hipólito i la Càtedra de Malalties Mentals. El 1873 va ingressar en la Societat Mexicana de Geografia i Estadística.
El 1896 va ocupar la cadira número IX de l'Acadèmia Mexicana de la Llengua. Aquell mateix any va viatjar a Europa amb el seu fill gran. Va tornar a Mèxic a causa d'una paràlisi ocasionada per una trombosi cerebral que el deixà impedit de moviment. Va morir a Mèxic el 18 de febrer de 1907.
Va combinar el seu treball com a metge amb l'activitat literària.

## Obres
- Hasta el cielo. Comèdia.
- Gil González de Ávila. Drama històric.
- La hija del Rey. Drama.
- Un amor de Hernán Cortés.
- Luchas de amor y honra
- Antón de Alaminos
- Esperanza.
- El sacrificio de una vida.
- El conde de Peñalva.
- Entre mi tio y mi tía.
- Por el joyel del sombrero
- Leonor de Sarabia
- Vivo o muero
- El capitan Pedreñales
- Soledad
- El padre José
- Laureana
- A Juárez
- Flérida y Garcilaso
- Romanços històrics: La ruina de Azcapotzalco; Tezcotzingo; El señor de Ecatepec; Tlahuicole; Moctezuma;  Xocoyotzín (sic); El último azteca